# Philippe Grivel
Philippe Grivel (ur. 29 czerwca 1964) – szwajcarski kolarz torowy i szosowy, srebrny medalista mistrzostw świata.

## Kariera
Największy sukces w karierze Philippe Grivel osiągnął w 1985 roku, kiedy zdobył srebrny medal w wyścigu punktowym amatorów podczas mistrzostw świata w Bassano. W wyścigu tym uległ jedynie Martinowi Pencowi z Czechosłowacji, a bezpośrednio wyprzedził Duńczyka Dana Frosta. Trzy lata później brał udział w igrzyskach olimpijskich w Seulu, gdzie w tej samej konkurencji zajął dwudziestą pozycję. Wielokrotnie zdobywał medale torowych mistrzostw Szwajcarii, w tym w 1985 roku zwyciężył w swej koronnej konkurencji. Ponadto w 1982 roku zdobył srebrny medal na szosowych mistrzostwach kraju juniorów w wyścigu ze startu wspólnego. 